# 掇刀石街道
掇刀石街道，是中华人民共和国湖北省荆门市掇刀区下辖的一个乡镇级行政单位。

## 行政区划
掇刀石街道下辖以下地区：
虎牙关社区、十里牌社区、白石坡社区、长坂坡社区、飞机场社区、军马场社区、关公社区、名泉社区、凤凰社区、响岭村、双喜村、谭店村、双泉村、袁集村、双井村、杨店村、车桥村、双仙村、周河村和仙女村。